# Adetus longicauda
Adetus longicauda es una especie de escarabajo del género Adetus, familia Cerambycidae. Fue descrita científicamente por Bates en 1880.
Habita en México. Los machos y las hembras miden aproximadamente 11,6 mm. El período de vuelo de esta especie ocurre en el mes de mayo.